# Kathleen Dawson
Kathleen Dawson (ur. 3 października 1997 w Kirkcaldy) – szkocka pływaczka specjalizująca się w stylu grzbietowym, mistrzyni olimpijska, mistrzyni i rekordzistka Europy na dystansie 100 m stylem grzbietowym.

## Kariera
W 2016 roku na mistrzostwach Europy w Londynie zdobyła złoty medal w sztafecie 4 × 100 m stylem zmiennym. W konkurencji 100 m stylem grzbietowym była trzecia z czasem 59,68.
Rok później podczas mistrzostw świata w Budapeszcie na dystansie 100 m stylem grzbietowym zajęła ósme miejsce (59,90). W konkurencji 50 m stylem grzbietowym z czasem 28,42 uplasowała się na 19. pozycji.
Na mistrzostwach Europy w Glasgow w 2018 roku płynęła w wyścigu eliminacyjnym sztafet 4 × 100 m stylem zmiennym i otrzymała brązowy medal, kiedy Brytyjki w finale zajęły trzecie miejsce.
Trzy lata później, podczas mistrzostw Europy w Budapeszcie zwyciężyła w konkurencji 100 m stylem grzbietowym, uzyskawszy czas 58,49. Na dystansie dwukrotnie krótszym zajęła drugie miejsce (27,46). Dawson zdobyła również złoty medal w sztafecie kobiecej 4 × 100 m stylem zmiennym i na jej pierwszej zmianie ustanowiła nowy rekord Europy na 100 m stylem grzbietowym (58,08). Wraz z Adamem Peatym, Jamesem Guyem i Anną Hopkin zwyciężyła także w wyścigu mieszanych sztafet zmiennych. Brytyjczycy czasem 3:38,82 pobili rekordy Europy i mistrzostw.